# الاختلاف الكبير
الاختلاف الكبير مصطلح يطلق على فترة، بدأت في أواخر السبعينيات، ارتفع فيها تفاوت الدخل في الولايات المتحدة، وبدرجة أقل في البلدان الأخرى. نشأ المصطلح من الحائز على جائزة نوبل وخبير الاقتصاد في جامعة برنستون وكاتب العمود في النيويورك تايمز بول كروغمان،  وهو إشارة إلى "الضغط الكبير"، وهي حقبة سابقة في ثلاثينيات وأربعينيات القرن العشرين عندما أصبح الدخل أكثر مساواة في الولايات المتحدة وغيرها. 

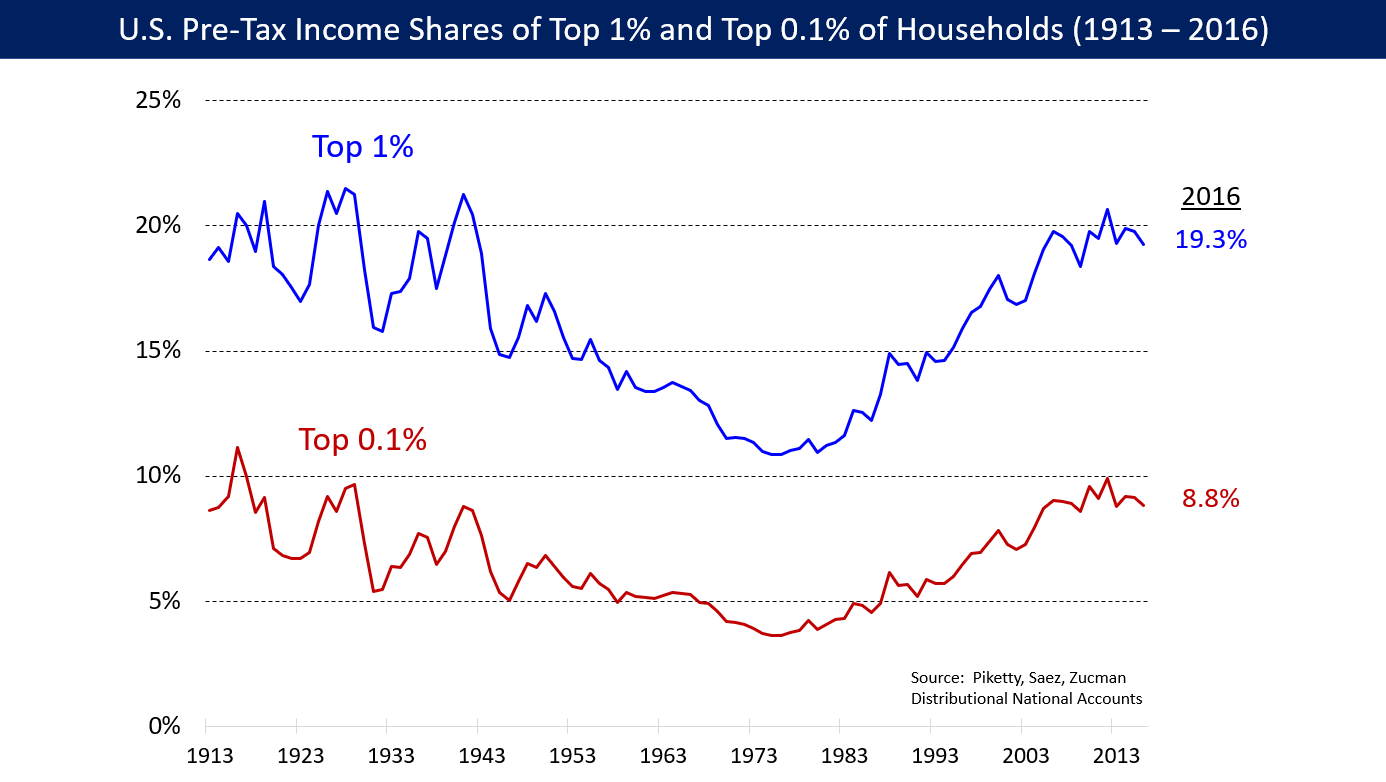
حصة الدخل قبل الضرائب في الولايات المتحدة التي تكسبها أغنى 1٪ (أزرق) و0.1٪ (أحمر) من الأسر 1913-2016.

وجد تقرير صادر عن مكتب الميزانية بالكونجرس في عام 2017 عن توزيع الدخل في الولايات المتحدة من 1979 إلى 2007 أنه بعد الضرائب الفيدرالية وتحويلات الدخل، ارتفع دخل أغنى 1٪ من الأسر بنحو 275٪ في حين في حالة أفقر 20٪ نما بنسبة 41٪ فقط.  اعتبارًا من عام 2006، كان لدى الولايات المتحدة أحد أعلى مستويات عدم المساواة في الدخل، كما تم قياسه من خلال مؤشر جيني، بين البلدان المتقدمة المماثلة أو دول العالم الأول. 
يختلف العلماء وغيرهم في أسباب الاختلاف وأهميته،   الذي ساعد على إشعال حركة احتلوا في عام 2011. في حين أن التعليم والطلب المتزايد على العمالة الماهرة غالبًا ما يتم الاستشهاد به كسبب لزيادة عدم المساواة،  خاصة بين المحافظين، يشير العديد من علماء الاجتماع  إلى السياسات المحافظة والسياسات الاقتصادية والاجتماعية الليبرالية الجديدة   والسياسة العامة كسبب مهم لعدم المساواة؛ يعتقد البعض الآخر أن أسبابه ليست مفهومة جيدًا.  وُصِف عدم المساواة على أنه غير ذي صلة في مواجهة الفرص الاقتصادية (أو الحراك الاجتماعي) في أمريكا وكسبب لانحدار تلك الفرص.  

يرى آخرون أن هجرة وظائف التصنيع من البلدان الصناعية منذ التسعينيات كانت عاملاً محددًا آخر. على سبيل المثال، أشار الصحفي جيمس سوروفيكي في مقال نُشر عام 2013 في صحيفة النيويوركر إلى كيف تغيرت "الأعمال الكبيرة" خلال 50 عامًا من الشركات المصنعة ذات الأجور المرتفعة إلى تجار التجزئة ذوي الأجور المنخفضة
في عام 1960، كانت شركة جنرال موتورز، أكبر جهة توظيف في البلاد، هي أيضًا أكثر شركاتها ربحية وواحدة من أفضل الشركات ربحًا. كان لديها هوامش ربح عالية وقوة تسعير حقيقية، حتى عندما كانت تدفع أجور نقابات العمال. ولم تكن وحدها: فقد وظفت شركات مثل فورد وستاندرد أويل وبيت لحم ستيل أعدادًا هائلة من العمال ذوي الأجور الجيدة بينما كانت تجني أرباحًا كبيرة. اليوم، أكبر أرباب العمل في البلاد هم تجار التجزئة وسلاسل الوجبات السريعة، وجميعهم تقريبًا قد أسسوا أعمالهم بأجور منخفضة - لقد سعوا جاهدًا لإبقاء الأجور منخفضة والنقابات في الخارج - وبأسعار منخفضة. 
في حين أن تجار التجزئة وسلاسل الوجبات السريعة مربحة، فإن هوامش ربحهم ليست كبيرة، مما يحد من قدرتها على متابعة تقدم الشركات الناجحة في الصناعات عالية النمو التي تدفع رواتب سخية نسبيًا، مثل شركة أبل.
تعد الأرباح المجمعة لجميع تجار التجزئة الرئيسيين وسلاسل المطاعم ومحلات السوبر ماركت في فورتشين 500 أقل من أرباح أبل وحدها. ومع ذلك، توظف شركة أبل 76,000 شخصًا فقط، في حين أن تجار التجزئة ومحلات السوبر ماركت وسلاسل المطاعم يوظفون 5.6 مليون شخص. 
توقع تقرير "عالم العمل" الصادر عن منظمة العمل الدولية لعام 2013 أن احتمال حدوث اضطرابات اجتماعية في الاتحاد الأوروبي هو الأعلى في العالم. 